# Li Qiang
Pour le céiste chinois, voir Li Qiang (céiste).
Dans ce nom chinois, le nom de famille, Li, précède le nom personnel.
Li Qiang (chinois : 李强 ; pinyin : Lǐ Qiáng ; né en juillet 1959) est un homme d'État chinois, huitième et actuel premier ministre de la Chine depuis mars 2023. Il a été élevé au rang de deuxième membre du Comité permanent du Politburo du Parti communiste chinois en octobre 2022. De 2017 à 2022, Li a été secrétaire du parti à Shanghai, où il a dû gérer la réponse à la pandémie de COVID-19.
Li est considéré comme faisant partie de la « Nouvelle armée de Zhijiang », la faction de Xi Jinping, secrétaire général du PCC et principal dirigeant depuis 2012. Leur relation étroite a débuté au milieu des années 2000, lorsqu'ils occupaient tous deux des postes au sein du parti dans la province du Zhejiang. Li est généralement considéré par les observateurs comme favorable aux entreprises et a exprimé son soutien aux réformes économiques.

## Jeunesse et formation
Li est né à Rui'an, dans le Zhejiang, en juillet 1959. Il a travaillé à la station de pompage pour l'irrigation du district de Mayu, dans le comté de Rui'an, de 1976 à 1977, et à la troisième usine d'outils de Rui'an, de 1977 à 1978.
Li Qiang a étudié la mécanisation agricole à l'université agricole de Zhejiang de 1978 à 1982. Il a étudié la sociologie par correspondance à l'université privée China Sociology Correspondence University de Pékin de 1985 à 1988. Li a également fréquenté l'université de Zhejiang dans le cadre d'études supérieures en ingénierie de gestion de 1995 à 1997. Pour ses études supérieures d'économie mondiale , il suit les cours à temps partiel de l'école centrale du parti de 2001 à 2004. Li Qiang a fréquenté l'université polytechnique de Hong Kong de 2003 à 2005 et a obtenu un Master of Business Administration en 2005.

## Début de carrière
Li Qiang rejoint le Parti communiste chinois (PCC) en avril 1983. Il a travaillé comme commis au comité du comté de Rui'an de la Ligue de la jeunesse communiste chinoise (LJCC) de 1982 à 1983, puis comme secrétaire du comité de 1983 à 1984. Il a ensuite occupé des postes de plus en plus importants au sein du département provincial des affaires civiles. Li a d'abord été chef de division adjoint, puis chef de division de la division des secours ruraux de 1984 à 1991, puis directeur de la division du personnel de 1991 à 1992, et enfin chef adjoint du département des affaires civiles de 1992 à 1996.
En 1996, il devient membre du comité permanent du Parti de la ville de Jinhua et secrétaire du Parti communiste de la ville de Yongkang. En 1998, il est reconduit dans ses fonctions de directeur adjoint du bureau général du gouvernement provincial du Zhejiang. En 2000, il devient directeur et secrétaire du parti du bureau de l'administration de l'industrie et du commerce du gouvernement provincial du Zhejiang.
En 2002, il a été nommé secrétaire du parti de la ville de Wenzhou. Durant son mandat à Wenzhou, il a soutenu le développement des entreprises privées dans la ville. En 2004, Li devient secrétaire général du comité du parti de la province du Zhejiang et obtient l'année suivante un siège au comité permanent. A ce poste il est chargé de l'administration et de la coordination sous la direction de Xi Jinping, alors secrétaire du parti du Zhejiang,. En février 2011, il devient secrétaire aux affaires politiques et juridiques de la province du Zhejiang et, quelques mois plus tard, il est nommé secrétaire adjoint du parti.
Selon le Guangming Daily en 2015, pendant son mandat au Zhejiang, Li a déclaré à un professeur de l'université du Zhejiang que le gouvernement local de la province avait besoin d'un « groupe de réflexion indépendant comme la RAND Corporation » pour évaluer ses performances, affirmant qu'il était « très difficile » pour les organisations officielles et les fonctionnaires de fournir une analyse objective et de critiquer leurs supérieurs. Cela a conduit le professeur à créer un groupe d'experts non gouvernemental en 2009, dont Li est le directeur honoraire.

## Montée en puissance

### Réformes dans le Zhejiang (2012–2016)
Après le 18e congrès national du PCC, il est devenu membre suppléant du Comité central du PCC. Le 21 décembre 2012, il devient gouverneur par intérim du Zhejiang, succédant à Xia Baolong, promu secrétaire provincial du parti, et est officiellement élu gouverneur par l'Assemblée Nationale provinciale du Zhejiang le 30 janvier 2013. Pendant son mandat au Zhejiang, il a demandé au groupe d'experts non gouvernementaux de rédiger des rapports sur ses performances qui « disent la vérité », et leur a ensuite rendu visite pour un retour d'information en face à face après avoir estimé que leurs premiers rapports n'étaient pas assez critiques.
En 2014, alors que le Zhejiang se préparait à organiser une conférence internationale sur l'internet, Li a proposé que la ville hôte devienne une zone pilote pour débloquer les contrôles stricts de l'internet chinois pour les entreprises occidentales, une idée qui n'a finalement pas été approuvée par la direction centrale. En revanche, il a également lancé un projet visant à créer des « villes caractéristiques », des petites villes axées sur un type d'entreprise qui bénéficient d'un climat favorable aux affaires et d'un bon environnement naturel. Il s'agit par exemple de la « Dream Town » pour les entrepreneurs technologiques et de « Chocolate Town » pour les producteurs de chocolat, toutes deux situées dans le Zhejiang. Ce projet a finalement été approuvé et étendu au reste de la Chine par Xi. The Economist a rapporté en 2023 que « de nombreuses villes de ce type sont devenues des points chauds spéculatifs pour les promoteurs immobiliers, et les types d'entreprises qu'elles étaient censées cultiver n'ont parfois pas réussi à décoller ».

### Rapide passage dans le Jiangsu (2016–2017)
Le 30 juin 2016, Li est nommé secrétaire du parti de la province de Jiangsu, avant d'être démis de ses fonctions de gouverneur du Zhejiang le 4 juillet 2017. Il reste en poste pendant 15 mois, devenant ainsi le secrétaire du parti dont le mandat est le plus court de l'histoire de la République populaire. Au cours de son mandat, il organise des réunions avec des représentants du monde des affaires, tels que Jack Ma du groupe Alibaba, afin d'encourager les investissements.

### Shanghai (2017–2022)
Le 29 octobre 2017, à la suite du 19e Congrès du Parti, Li a été nommé secrétaire du Parti à Shanghai. Il a également été nommé membre du Politburo du PCC la même année. Il est considéré comme « favorable aux entreprises », ayant mis en œuvre des politiques pro-entreprises pendant son mandat à Shanghai, telles que l'ouverture du Shanghai Stock Exchange STAR Market. Il a supervisé l'augmentation des investissements étrangers dans la ville, y compris la gigafactory de Tesla. Li Qiang a aussi mis en œuvre des politiques telles que l'abaissement du seuil d'obtention des permis de résidence pour les migrants internes et la création de cinq nouvelles villes pour réduire la pénurie d'offre de terrains.
Au début de l'année 2022, Shanghai a mis en place un système de confinement du COVID-19 pendant deux mois, ce qui a eu un impact considérable sur l'économie et a valu à Li d'être tenu pour responsable de la gestion de l'affaire abimant grandement son image. Néanmoins, il aurait été plus ouvert à l'idée de vivre avec le COVID. D'aucuns pensent également que Li a subi des pressions de la part de la direction centrale pour mettre en œuvre un confinement, et qu'au départ, Li avait adhéré strictement aux directives des principaux épidémiologistes chinois, y compris Zhang Wenhong, qui maintenait une « stratégie flexible » sur les mesures anti-Covid. On dit également que Li et Zhang avaient de bonnes relations personnelles, car ils étaient tous deux originaires de Rui'an, une ville située dans la préfecture de Wenzhou. Selon le Wall Street Journal, Li est l'une des rares personnes au sein de la haute direction à souhaiter que la Chine introduise des vaccins à ARNm occidentaux contre le COVID-19. Il aurait tenté de faire en sorte que BioNTech fournisse ses vaccins en Chine.

## Premier ministre

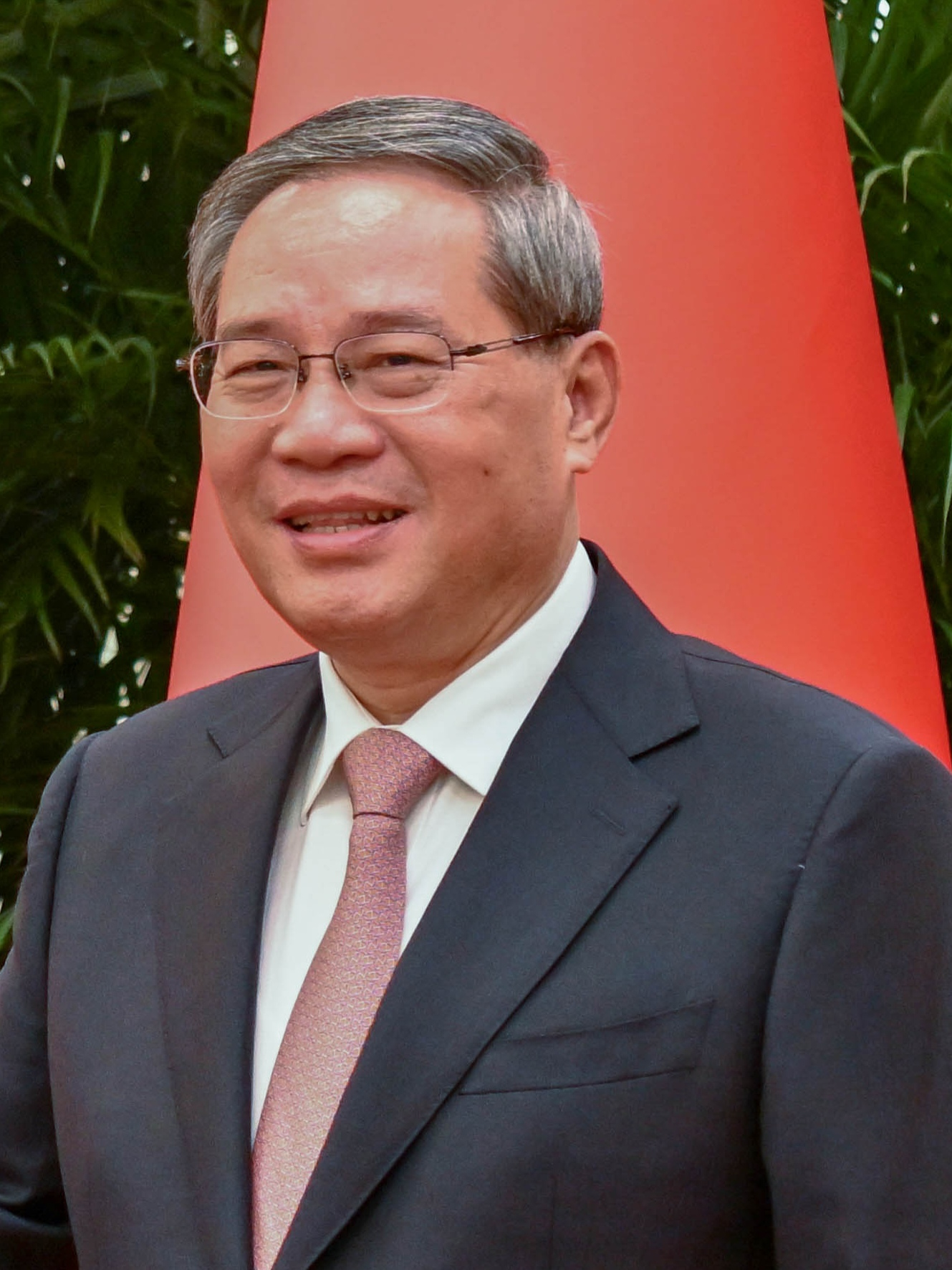
Li Qiang en 2024.

À la suite de la première session plénière du 20e Comité central du PCC, qui s'est tenue après la clôture du 20e Congrès du Parti en octobre 2022, Li a été nommé au Comité permanent du Politburo du PCC en tant que deuxième membre, ce qui le mettait en bonne voie pour devenir premier ministre, mais les observateurs ont estimé que son manque d'expérience du gouvernement central le rendrait très dépendant du soutien de Xi pour diriger le Conseil des affaires d'État. Le 28 octobre, Chen Jining lui succède au poste de secrétaire du parti à Shanghai. Le 3 mars 2023, Reuters rapporte, en citant des sources, que Li a poussé à l'assouplissement rapide des règles zéro COVID fin 2022, résistant à la pression de Xi qui souhaitait ralentir le rythme de la réouverture. Il a également indiqué que Li était devenu le chef du groupe de travail COVID du PCC et qu'il avait également encouragé les gouvernements locaux à poursuivre l'assouplissement des restrictions COVID.
En décembre 2022, Li Qiang assiste à la cérémonie d'ouverture du 13e Congrès national de la Fédération chinoise de l'industrie et du commerce et prononce un discours « au nom du Comité central du Parti communiste et du Conseil d'État », faisant allusion à son rôle au sein du Conseil d'État. Le 11 mars, lors de la première session du 14e Congrès national du peuple, Li Qiang prend ses fonctions de premier ministre. Il est la première personne depuis Zhou Enlai à accéder directement au poste de premier ministre à partir d'un gouvernement local, sans expérience professionnelle préalable au sein du gouvernement central, en particulier en tant que vice-premier ministre.

### Politique nationale
Depuis qu'il est devenu Premier ministre, Li a tenté de rassurer les entrepreneurs privés et de restaurer la confiance après les dommages causés par les restrictions zéro COVID, levées en décembre 2022, et les campagnes réglementaires entreprises par le gouvernement. Il aurait également persuadé le fondateur d'Alibaba Group, Jack Ma, de revenir en Chine après avoir passé un an à l'étranger. Le 27 mars 2023, il a assisté au Forum sur le développement de la Chine, où il a déclaré que la Chine « s'en tiendra inébranlablement à l'ouverture ». Il a également rencontré de nombreux dirigeants d'entreprise étrangers, dont Tim Cook d'Apple Inc. et Ray Dalio de Bridgewater Associates, qui effectuaient leur premier voyage en Chine depuis la fin de la politique zéro COVID.
En juillet 2023, la Chine a mis fin à ses efforts accrus de réglementation dans le secteur technologique et Li a rencontré des représentants de grandes entreprises technologiques pour transmettre le « signal le plus fort » en faveur de l'industrie. A ce moment, les organes du gouvernement central et de nombreux gouvernements locaux introduisent alors un soutien politique à l'économie de plateforme conçu pour augmenter la croissance économique et la création d'emplois. Lors d'une réunion du Conseil d'État en août 2023, Li appelle à davantage d'efforts pour atteindre l'objectif de croissance annuelle de la Chine. En septembre 2023, Li visite plusieurs entreprises technologiques, dont Beijing U-Precision Technology, où il appelle à l'autonomie technologique. En novembre 2023, Li Qiang est nommé à la tête de la Commission financière centrale, un organe du PCC nouvellement créé pour superviser le secteur financier. En janvier 2024, Li appelle à des méthodes « énergiques » pour stabiliser le marché boursier chinois après qu'il a enregistré de profondes baisses.
Il se rend dans la province du Hubei au cours du mois de janvier 2024 dans le cadre d'un voyage visant à souligner l'indépendance technologique, où il visite Yangtze Memory Technologies, l'université de Wuhan, des projets de conservation de l'eau, une entreprise chimique axée sur le développement vert à Yichang et une zone industrielle de batteries mise en place par Guangdong Brunp Recycling Technology, une filiale de CATL. Le même mois, il se rend dans la province de Shaanxi, où il visite le Shaanxi Fast Auto Drive Group, le ESWIN Technology Group, un fabricant de semi-conducteurs utilisés dans les voitures, et Western Superconducting Technologies, un producteur de barres de lingots de niobium-titane à part entière. Qiang appelle les fabricants à augmenter leurs investissements dans la recherche et le développement. En juillet 2024, lors d'un symposium avec des chefs d'entreprises publiques, des entrepreneurs privés et des économistes, il déclare que l'économie chinoise est en « fonctionnement stable “, tout en appelant à des ” décisions politiques scientifiques “. En août 2024, lors d'une réunion du Conseil d'État, il appelle la Chine à mettre en place des politiques ” tangibles, efficaces et accessibles à la fois au public et aux entreprises ». Le même mois, il se rend à Hangzhou, Shaoxing et Jiaxing dans la province du Zhejiang, où il promet d' » élargir régulièrement » l'accès aux entreprises à investissements étrangers.
En janvier 2025, Li s'est rendu dans la province de Shandong, où il a demandé aux fonctionnaires d'étendre les programmes de reprise pour stimuler la consommation, de développer les infrastructures de recharge et d'échange de batteries en raison du nombre croissant de nouveaux véhicules électriques. Li a demandé d'accélérer la construction d'infrastructures et de projets de subsistance, y compris des sites sportifs et des réseaux d'eau modernes. En février 2025, il a tenu une réunion plénière du Conseil d'État, où il a demandé aux fonctionnaires de « transformer la pression en motivation ».

### Diplomatie
En avril 2023, Li a rencontré le ministre japonais des Affaires étrangères Yoshimasa Hayashi à Beijing afin d'améliorer les relations entre les deux pays. En mai, Li a rencontré le Premier ministre russe Mikhail Mishustin, où il a parlé du « partenariat stratégique global de coopération entre la Chine et la Russie dans la nouvelle ère », affirmant que le commerce bilatéral entre la Chine et la Russie avait augmenté de 40 % au cours de l'année écoulée. Le 19 juin 2023, Li entame un voyage en Allemagne, son premier voyage à l'étranger en tant que Premier ministre, où il rencontre le président Frank-Walter Steinmeier, le chancelier Olaf Scholz, ainsi que les PDG de grandes entreprises allemandes telles que Mercedes-Benz, SAP et Siemens Energy. Après quatre jours en Allemagne, il s'est rendu en France le 21 juin, où il a rencontré le président français Emmanuel Macron, la Première ministre Élisabeth Borne, ainsi que le président du Conseil européen Charles Michel. A la 14e réunion annuelle des nouveaux champions du World Economic Forum de Tianjin, Li a déclaré que l'économie chinoise restait sur la bonne voie et a critiqué les efforts de « dérisquage ».
Entre le 5 et le 8 septembre, Li s'est rendu à Jakarta, en Indonésie, où il a rencontré plusieurs dirigeants de l'ASEAN. Il a également rencontré d'autres dirigeants comme le Premier ministre australien Anthony Albanese, le Premier ministre japonais Fumio Kishida et le président sud-coréen Yoon Suk-yeol. Li Qiang a également rencontré le président indonésien Joko Widodo, promettant 21,7 milliards de dollars de nouveaux investissements chinois dans le pays. Entre le 9 et le 10 septembre, Li Qiang a participé au sommet du G20 à New Delhi, remplaçant le chef d'État Xi Jinping, qui était absent. Il y a rencontré plusieurs dirigeants tels que la Première ministre italienne Giorgia Meloni, la présidente de la Commission européenne Ursula von der Leyen, le président américain Joe Biden et le Premier ministre britannique Rishi Sunak.

## Pensée politique

### Sur la question économique
Li est considéré comme favorable aux entreprises et aux réformes économiques, encourageant le développement du secteur privé et du secteur des services. Selon The Economist, « réduire l'ingérence de la bureaucratie dans le marché est l'un de ses thèmes favoris ». En 2003, lors de son mandat à Wenzhou, il a déclaré que « sans l'économie privée, le développement urbain de Wenzhou serait retardé d'au moins un siècle ». En 2014, Li a déclaré qu'« il devrait y avoir plus d'Alibabas et plus de Jack Ma ». En 2015, Li a déclaré que les réformes économiques étaient une question de « vie ou de mort » et que « le gouvernement ne peut pas être un gouvernement illimité ». Il a également déclaré que « pour construire un gouvernement moderne limité mais efficace, il faut transférer une grande partie du pouvoir de gestion aux organisations sociales ». Selon le Wall Street Journal, Li entretient des liens étroits avec Jack Ma. Le journal rapporte également que Li a suggéré au gouvernement d'assouplir ses mesures réglementaires à l'encontre des entreprises et qu'il a joué un rôle de médiateur entre les entreprises et le gouvernement lors de la répression des entreprises privées. Li a aussi soutenu l'innovation liée aux technologies de l'information et à l'intelligence artificielle, et a appelé à se concentrer davantage sur l'« économie réelle »,.

## Vie privée
Fait inhabituel dans la haute politique chinoise, Li Qiang a mis l'accent sur son identité locale, à savoir ses liens avec Wenzhou. Il a créé la Conférence mondiale des Wenzhounais pour encourager les membres de la diaspora mondiale des Wenzhounais à investir de nouveau dans la ville, et a déclaré à la conférence en 2013 que « je suis né et j'ai été élevé comme un Wenzhounais » et que « l'esprit wenzhounais, qui consiste à oser être le premier et surtout à avoir un fort esprit d'entreprise, m'a toujours inspiré et nourri ».
Lin Huan, l'épouse de Li, est une fonctionnaire à la retraite qui a travaillé au bureau des transports du gouvernement provincial du Zhejiang. Le couple a une fille (Li Ying) qui a étudié en Australie.